# Vollenhovia mwereka
Vollenhovia mwereka es una especie de hormiga del género Vollenhovia, tribu Crematogastrini, familia Formicidae. Fue descrita científicamente por Clouse en 2007.
Se distribuye por Oceanía: Micronesia. Es de color marrón rojizo, patas anaranjadas, con una cabeza cóncava y antenas de doce segmentos.